# Sielsowiet Odryżyn
Sielsowiet Odryżyn (biał. Адрыжынскі сельсавет, Adryżynski sielsawiet; ros. Одрижинский сельсовет) – sielsowiet na Białorusi, w obwodzie brzeskim, w rejonie janowskim, z siedzibą w Odryżynie.

## Demografia
Według spisu z 2009 sielsowiet Odryżyn zamieszkiwało 1819 osób, w tym 1776 Białorusinów (97,64%), 32 Ukraińców (1,76%), 10 Rosjan (0,55%) i 1 osoba, która nie podała żadnej narodowości.

## Geografia i transport
Sielsowiet położony jest na Polesiu, w południowej części rejonu janowskiego. Jego południową granicę stanowi granica państwowa z Ukrainą. Największą rzeką jest Pina.
Przez sielsowiet przebiegają jedynie drogi lokalne.

## Miejscowości
- agromiasteczko:
  - Odryżyn
- wsie:
  - Bałandycze
  - Korsynie
  - Opadyszcze
  - Podyszcze
  - Smolnik
  - Stromec
  - Wiwniewo
  - Własowce
  - Zaladynie